# Riccardo Divora
Riccardo Divora, italijanski veslač, * 22. december 1908, Koper, † 10. januar 1951.
Divora je za Kraljevino Italijo nastopil v četvercu s krmarjem na Poletnih olimpijskih igrah 1932 v Los Angelesu, kjer je italijanski čoln osvojil srebrno medaljo.